# Final da Copa do Brasil de Futebol de 2005
A final da Copa do Brasil de Futebol de 2005 foi a 17ª final dessa competição brasileira de futebol organizada pela Confederação Brasileira de Futebol (CBF) e decidida por Paulista e Fluminense em duas partidas. No primeiro jogo, em 15 de junho, a equipe do interior paulista bateu o time carioca por 2–0, no Jaime Cintra, em Jundiaí. O segundo duelo ocorreu em 22 de junho, em São Januário, no Rio de Janeiro, e terminou em um empate sem gols. Com estes resultados, o Paulista venceu o confronto por 2–0 e conquistou o título, seu primeiro na competição. O Paulista de Jundiaí se torna o terceiro clube da história a conquistar a competição estando na segunda divisão do Campeonato Brasileiro.

## Caminho até a final
| Paulista      | Paulista      | Paulista         | Fase             | Fluminense | Fluminense    | Fluminense       |
| Adversário    | Agregado      | Jogos            | Fase             | Adversário | Agregado      | Jogos            |
| ------------- | ------------- | ---------------- | ---------------- | ---------- | ------------- | ---------------- |
| Juventude     | 2 – 1         | 1–0 (C); 1–1 (F) | Primeira fase    | Campinense | 3 – 2         | 0–1 (F); 3–1 (C) |
| Botafogo      | 3 – 3 (gf)    | 1–1 (C); 2–2 (F) | Segunda fase     | Esportivo  | 3 – 1         | 2–1 (F); 1–0 (C) |
| Internacional | 1 – 1 (4-2 p) | 0–1 (F); 1–0 (C) | Oitavas de final | Grêmio     | 4 – 0         | 3–0 (C); 1–0 (F) |
| Figueirense   | 1 – 1 (3-1 p) | 0–1 (F); 1–0 (C) | Quartas de final | Treze      | 1 – 1 (9-8 p) | 1–0 (C); 0–1 (F) |
| Cruzeiro      | 5 – 4         | 3–1 (C); 2–3 (F) | Semifinal        | Ceará      | 6 – 3         | 2–2 (C); 4–1 (F) |

Legenda: (C) casa; (F) fora

## Jogo de ida
Com 2 minutos do segundo tempo, Mossoró recebeu na área e fez o gol  porém estava impedido, um minuto depois, Mossoró ganhou na corrida de Radamés e tocou no ângulo esquerdo fazendo o 1 a 0. Somente aos 10 minutos o Fluminense chegou com perigo com Juninho recebeu na área e chutou forte lá fora e aos 19min, perdeu uma chance frontal da entrada da área, chutando rasteiro para fora. Aos poucos, o Fluminense ganhou mais consistência em campo e dominou as ações, imprensando o Paulista no seu campo. A bola rondava a área da equipe jundiaiense, mas não havia acerto no fim. O contra-ataque do Paulista, a partir dessa faixa de tempo, era raro, mas perigoso. Aos 27 minutos, Mossoró, que já virara o mais perigoso atacante da casa, recebeu nas costas da zaga tricolor e tentou encobrir Kléber, mas falhou. A grande vantagem conseguida para o jogo de volta foi dado por Leo, após cruzamento perfeito de Fábio Vidal. O atacante dominou a bola e encobriu Kléber.  Na empolgação, Leo comemorou escalando o alambrado e recebeu o terceiro amarelo na competição que o tirou da última partida assim como Gabriel e Tiuí pelo lado do Fluminense.

### Detalhes
| 15 de junho   | Paulista                         | 2 – 0     | Fluminense | Estádio Doutor Jayme Cintra, Jundiaí                                      |
| 21:50 (UTC−3) | Márcio Mossoró 47' · Léo Aro 83' | Relatório |            | Público: 14 573 Renda: R$ 131.750,00 Árbitro: PE Wilson de Souza Mendonça |

| Paulista | Fluminense |

| G              | 1  | Rafael         |                               |     |
| LD             | 2  | Lucas          |                               |     |
| Z              | 3  | Dema           |                               |     |
| Z              | 4  | Réver          |                               |     |
| LE             | 6  | Julinho        |                               | 85' |
| V              | 11 | Fábio Gomes    |                               |     |
| V              | 7  | Cristian       |                               |     |
| V              | 5  | Juliano        | Penalizado com cartão amarelo | 71' |
| M              | 8  | Márcio Mossoró |                               |     |
| A              | 9  | Leo Aro        | Penalizado com cartão amarelo |     |
| A              | 10 | André Leonel   |                               | 63' |
| Substituições: |    |                |                               |     |
| LE             | 13 | Fábio Vidal    |                               | 71' |
| M              | 16 | Elvis          |                               | 85' |
| A              | 18 | Jéfferson      |                               | 63' |
| Treinador:     |    |                |                               |     |
| Vagner Mancini |    |                |                               |     |

| G              | 1  | Kléber         |                               |     |
| LD             | 4  | Gabriel        | Penalizado com cartão amarelo |     |
| Z              | 3  | Igor           |                               |     |
| Z              | 2  | Antônio Carlos |                               |     |
| LE             | 6  | Juan           |                               |     |
| V              | 5  | Marcão         |                               |     |
| V              | 7  | Radamés        | Penalizado com cartão amarelo |     |
| M              | 11 | Fernando       | Penalizado com cartão amarelo | 46' |
| M              | 10 | Juninho        | Penalizado com cartão amarelo |     |
| A              | 8  | Alex Terra     |                               | 10' |
| A              | 9  | Tuta           |                               | 73' |
| Substituições: |    |                |                               |     |
| LE             | 14 | Lino           |                               | 46' |
| A              | 18 | Rodrigo Tiuí   | Penalizado com cartão amarelo | 10' |
| A              | 17 | Leo Guerra     |                               | 73' |
| Treinador:     |    |                |                               |     |
| Abel Braga     |    |                |                               |     |

| Árbitros assistentes: PE Erick Bartholomeu Bandeira RN Milton Otaviano dos Santos |

## Jogo de volta
| 22 de junho   | Fluminense | 0 – 0     | Paulista | Estádio São Januário, Rio de Janeiro                             |
| 21:45 (UTC−3) |            | Relatório |          | Público: 25 000 Renda: R$ 216.000,00 Árbitro: RS Leonardo Gaciba |

| Fluminense | Paulista |

| G              |    | Kléber           |                               |     |
| LD             | 4  | Schneider        |                               | 72' |
| Z              |    | Antônio Carlos   |                               |     |
| Z              |    | Fabiano Eller    |                               |     |
| LE             | 6  | Juan             |                               |     |
| V              |    | Marcão           |                               |     |
| V              |    | Preto Casagrande |                               |     |
| M              |    | Diego Souza      |                               | 46' |
| M              | 10 | Juninho          |                               | 62' |
| A              | 8  | Leandro          | Penalizado com cartão amarelo |     |
| A              |    | Tuta             |                               |     |
| Substituições: |    |                  |                               |     |
| V              | 18 | Toró             |                               | 62' |
| M              | 16 | Alan             |                               | 72' |
| A              |    | Leo Guerra       |                               | 46' |
| Treinador:     |    |                  |                               |     |
| Abel Braga     |    |                  |                               |     |

| G              |    | Rafael            |                               |     |
| LD             |    | Lucas             | Penalizado com cartão amarelo |     |
| Z              |    | Anderson Batatais |                               |     |
| Z              |    | Dema              |                               |     |
| LE             |    | Julinho           |                               |     |
| V              |    | Fábio Gomes       |                               |     |
| V              | 5  | Juliano           |                               | 80' |
| V              |    | Amaral            |                               |     |
| V              | 7  | Cristian          |                               | 90' |
| M              | 8  | Márcio Mossoró    | Penalizado com cartão amarelo |     |
| A              | 10 | André Leonel      |                               | 65' |
| Substituições: |    |                   |                               |     |
| Z              | 13 | Réver             |                               | 80' |
| LE             | 14 | Fábio Vidal       |                               | 90' |
| A              | 17 | Abraão            |                               | 65' |
| Treinador:     |    |                   |                               |     |
| Vagner Mancini |    |                   |                               |     |

| Árbitros assistentes: RS Altemir Hausmann PR Roberto Braatz |

Fonte:

## Premiação
| Copa do Brasil de 2005       |
| São Paulo                    |
| ---------------------------- |
| Paulista Campeão (1º título) |